# Emory Cohen
Emory Cohen est un acteur américain né le 13 mars 1990 à New York.

## Biographie
Emory Isaac Cohen est né à New York City, New York. Il est issu d'une famille juive vivant à New York depuis maintenant quatre générations, une famille originaire de Russie
Il est le fils de Donna Ackerman Cohen, directrice d'un Centre de la Petite Enfance, et de Noel Cohen, professeur d'Éducation Musicale.
Il a été diplômé de la Elisabeth Irwin High School, en 2008. Il a ensuite fait ses études à l'université des arts à Philadelphie avec une bourse.
Son premier rôle fut dans la série télévisée Smash de la chaîne américaine NBC, où il interprétait Leo, le fils de Julia Houston joué par Debra Messing (Will & Grace, Les Mystères de Laura). En 2012, il a joué aux côtés de Ryan Gosling et Bradley Cooper dans le film, The Place Beyond the Pines. Plus récemment il a joué aux côtés de Mark Wahlberg dans The Gambler. En 2016, il fait partie de la tête d'affiche du film nommé aux Oscars, BIFA et Golden Globes, Brooklyn aux côtés de Saoirse Ronan et Domhnall Gleeson.

## Filmographie

### Cinéma
- 2008 : Afterschool d'Antonio Campos : Trevor
- 2012 : Four (en) de Joshua Sanchez : June
- 2012 : The Place Beyond the Pines  de Derek Cianfrance : AJ
- 2012 : Nor'easter d'Andrew Brotzman : Danny Strout
- 2014 : The Gambler de Rupert Wyatt
- 2015 : Stealing Cars de Bradley Kaplan
- 2015 : The Duel de Kieran Darcy-Smith : Isaaac
- 2015 : Brooklyn de John Crowley : Antonio "Tony" Fiorello
- 2016 : Detour de Christopher Smith : Johnny Ray
- 2016 : Roxxy (Vincent-N-Roxxy) de Gary Michael Schultz : JC
- 2016 : War Machine de David Michôd : Willy Dunne
- 2017 : L'Exécuteur (Shot Caller) de Ric Roman Waugh : Howie
- 2017 : Hot Summer Nights  de Elijah Bynum : Dex
- 2018 : Lords of Chaos de  Jonas Åkerlund : Varg Vikernes
- 2019 : Killerman de 	Malik Bader : Bobby «Skunk» Santos, le neveu de Perico
- 2019 : The Wolf Hour de Alistair Banks Griffin : Billy
- 2020 : Lansky d'Eytan Rockaway
- 2020 : The Education of Fredrick Fitzell de Christopher MacBride
- 2021 : Blue Bayou de Justin Chon : Denny
- 2023 : The Bikeriders de Jeff Nichols : Cockroach
- 2025 : Roofman de Derek Cianfrance

### Télévision
- 2012-2013 : Smash : Leo Houston (15 épisodes)
- 2016 - 2019 : The OA : Homer Roberts (14 épisodes)
- 2023 : The Florida Man : Moss Yankov

## Distinctions
- 2012 : meilleur acteur dans une fiction pour Four (en) au festival du film de Los Angeles  (partagé avec E.J. Bonilla, Aja Naomi King et Wendell Pierce).